# Colin Middleton
Colin Middleton (Belfast, 29 de janeiro de 1910 — 23 de dezembro de 1983) foi um pintor do Reino Unido (Irlanda), conhecido como o mais eclético da Irlanda modernista.
A sua obra varia diversas vezes de movimentos artísticos, tendo o artista optado maioritariamente pelo Cubismo, Surrealismo e Expressionismo. Este facto explica-se, sendo que, tal como Picasso, por exemplo, Middleton sempre procurou o "movimento perfeito", ou seja, o movimento artístico com que mais se identificasse.

## Biografia
Trabalhou para uma família burguesa que possuía vários campos de damascos, campos estes geridos por Middleton. Trabalhou aqui até 1947, ano em que foi convidado a leccionar Desenho e Pintura numa universidade de Belas-Artes.
Durante toda a sua vida dispôs de uma fértil e rica imaginação. Tal é visível nas suas obras surrealistas, por exemplo. Destas é de destaque A noiva, um óleo sobre tela datado de 1938, leiloada na Christie's em 2006.
Hoje em dia, diversas obras suas, sobretudo pinturas e desenhos, encontram-se pertencentes à grande colecção de arte irlandesa de George e Maura McClelland, os quais foram grandes amigos e agentes do pintor.